# 第8屆香港電影金像獎
第8屆香港電影金像獎（英語：8th Hong Kong Film Awards）於1989年4月9日晚上在香港會議展覽中心舉行，由電影雙週刊與香港影業協會聯合主辦、香港電影導演會協辦，本届金像奖由香港电影业界首次参与主办，共邀请了80位影评人、42位导演以及演员、编剧、摄影师、剪辑师、音乐家、武术指导、美术指导各7人参加评选。

## 提名及獲獎名單

### 十大華語片
1. 《八星报喜》
2. 《警察故事續集》
3. 《飛龍猛將》
4. 《雞同鴨講》
5. 《老虎出更》
6. 《富贵再逼人》
7. 《三人世界》
8. 《公子多情》
9. 《最佳損友》
10. 《大丈夫日记》

### 十大外語片
1. /  / 《末代皇帝》
2. 《第一滴血3》
3. 《終極警探》
4. 《龙猫》
5. 《風之谷》
6. 《致命的吸引力》
7. 《零度空間（英语：Innerspace）》
8. 《飛進未來》
9. 《过关斩将》
10. / 《烈血焚城》

## 獎項統計
| 數目 | 電影名稱                                                                                         |
| 獲獎 |                                                                                                  |
| 7    | 胭脂扣                                                                                           |
| 3    | 七小福                                                                                           |
| 2    | 旺角卡門                                                                                         |
| 1    | 三人世界、學校風雲、今夜星光燦爛、警察故事續集                                                   |
| 提名 |                                                                                                  |
| 10   | 旺角卡門、胭脂扣                                                                                 |
| 8    | 七小福                                                                                           |
| 4    | 童黨、中國最後一個太監、三人世界、我愛太空人                                                     |
| 3    | 今夜星光燦爛、群鶯亂舞                                                                           |
| 2    | 雞同鴨講、霹靂先鋒                                                                               |
| 1    | 繼續跳舞、學校風雲、我要逃亡、法中情、霸王花、喜寶、老虎出更、飛龍猛將、警察故事續集、大丈夫日記 |

### 金像獎電影
| 電影         | 獎項                                                                           |
| ------------ | ------------------------------------------------------------------------------ |
| 胭脂扣       | 最佳電影、最佳導演、最佳編劇、最佳女主角、最佳剪接、最佳電影配樂、最佳電影歌曲 |
| 三人世界     | 最佳編劇                                                                       |
| 七小福       | 最佳男主角、最佳攝影                                                           |
| 旺角卡門     | 最佳男配角、最佳美術指導                                                       |
| 學校風雲     | 最佳女配角                                                                     |
| 今夜星光燦爛 | 最佳新演員                                                                     |
| 警察故事續集 | 最佳動作指導                                                                   |

## 外部連結
- 第八屆香港電影金像獎得獎名單新版 （页面存档备份，存于）
- 第八屆香港電影金像獎得獎名單舊版 （页面存档备份，存于）